# Діана Дудева
Діана Дудева (болг. Диана Дудева, 7 липня 1968 року) — болгарська гімнастка. Перша болгарська спортивна гімнастка, що завоювала медаль на Олімпійських іграх.

## Біографія
Діана Дудева народилася 7 липня 1968 року у Плевені.

## Виступи на Олімпіадах
| Олімпіада | Дисципліна                                         | Місце     |
| --------- | -------------------------------------------------- | --------- |
| Сеул 1988 | спортивна гімнастика (вільні вппави)               | 3 ! [ 3 ] |
| Сеул 1988 | спортивна гімнастика (колода)                      | 6         |
| Сеул 1988 | спортивна гімнастика (індивідуальне багатоборство) | 9         |
| Сеул 1988 | спортивна гімнастика (командне багатоборство)      | 5         |